# أوسكار بارناك

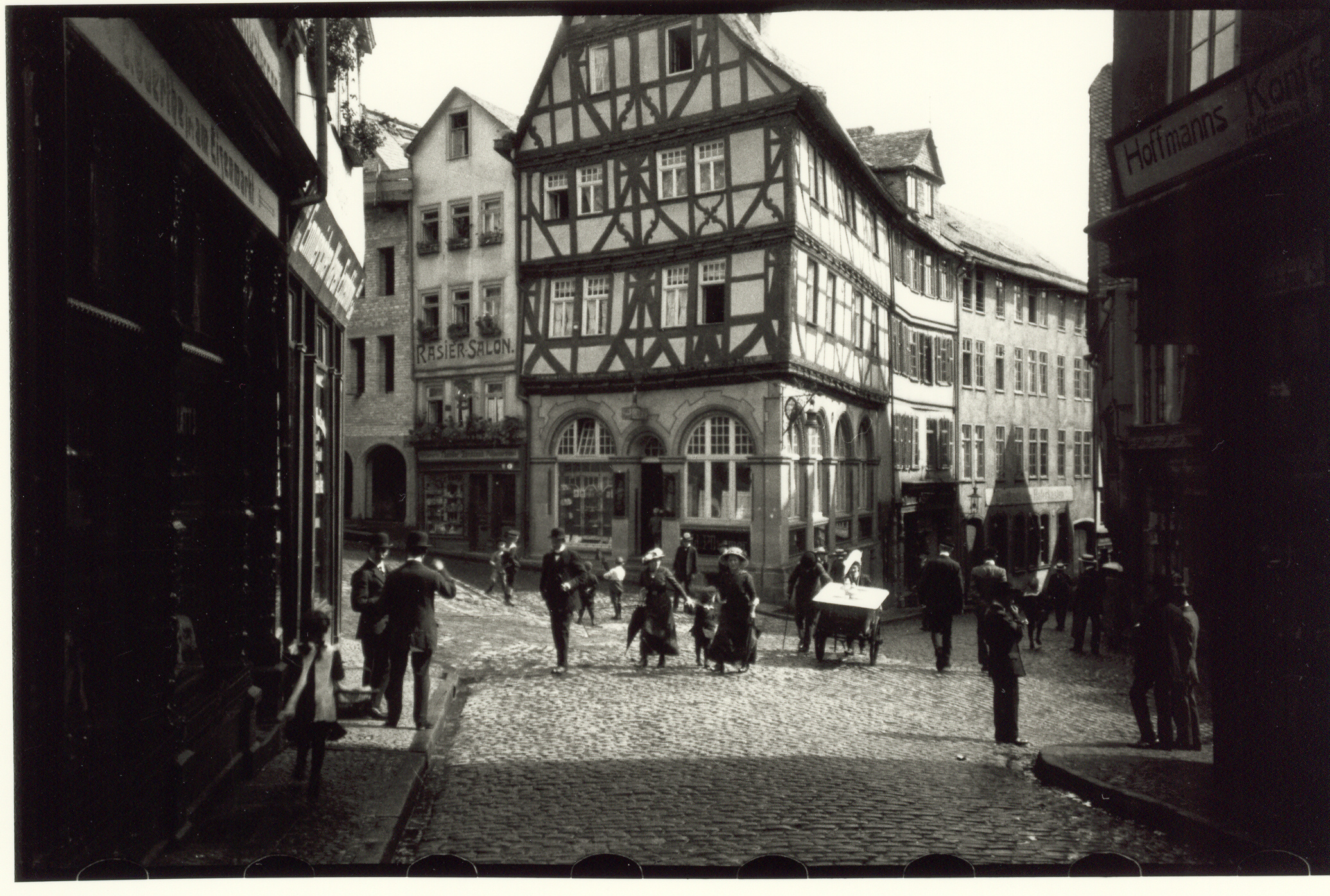
أول صورة مأخوذة من كاميرة Ur-Leica بواسطة أوسكار بارناك عام 1913 ، في Eisenmarkt ، فيتسلار، ألمانيا

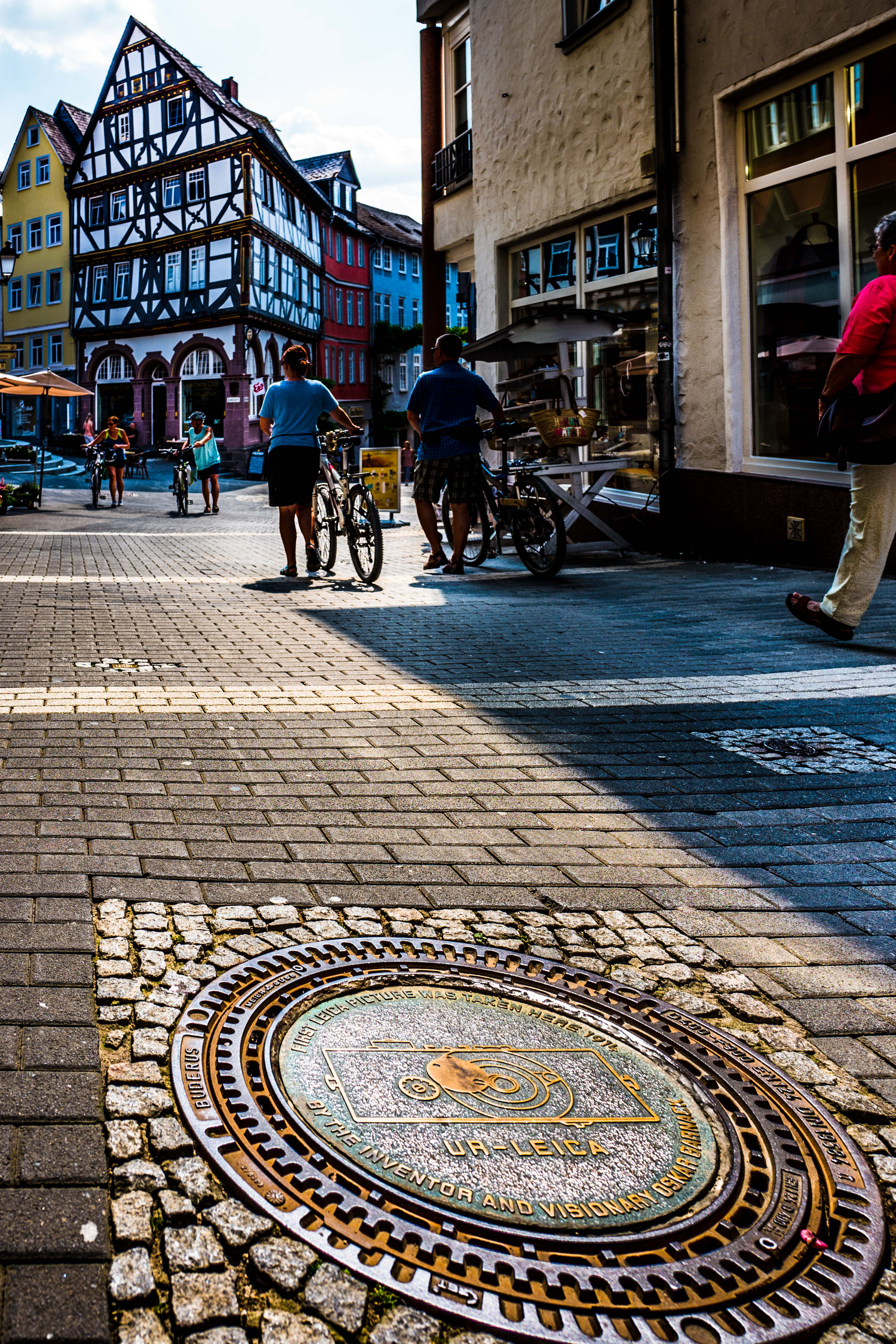
لوحة تذكارية تحدد المكان في فيتسلار حيث اختبر أوسكار بارناك كاميرته Ur-Leica الصورة إلتقطت في (2018).

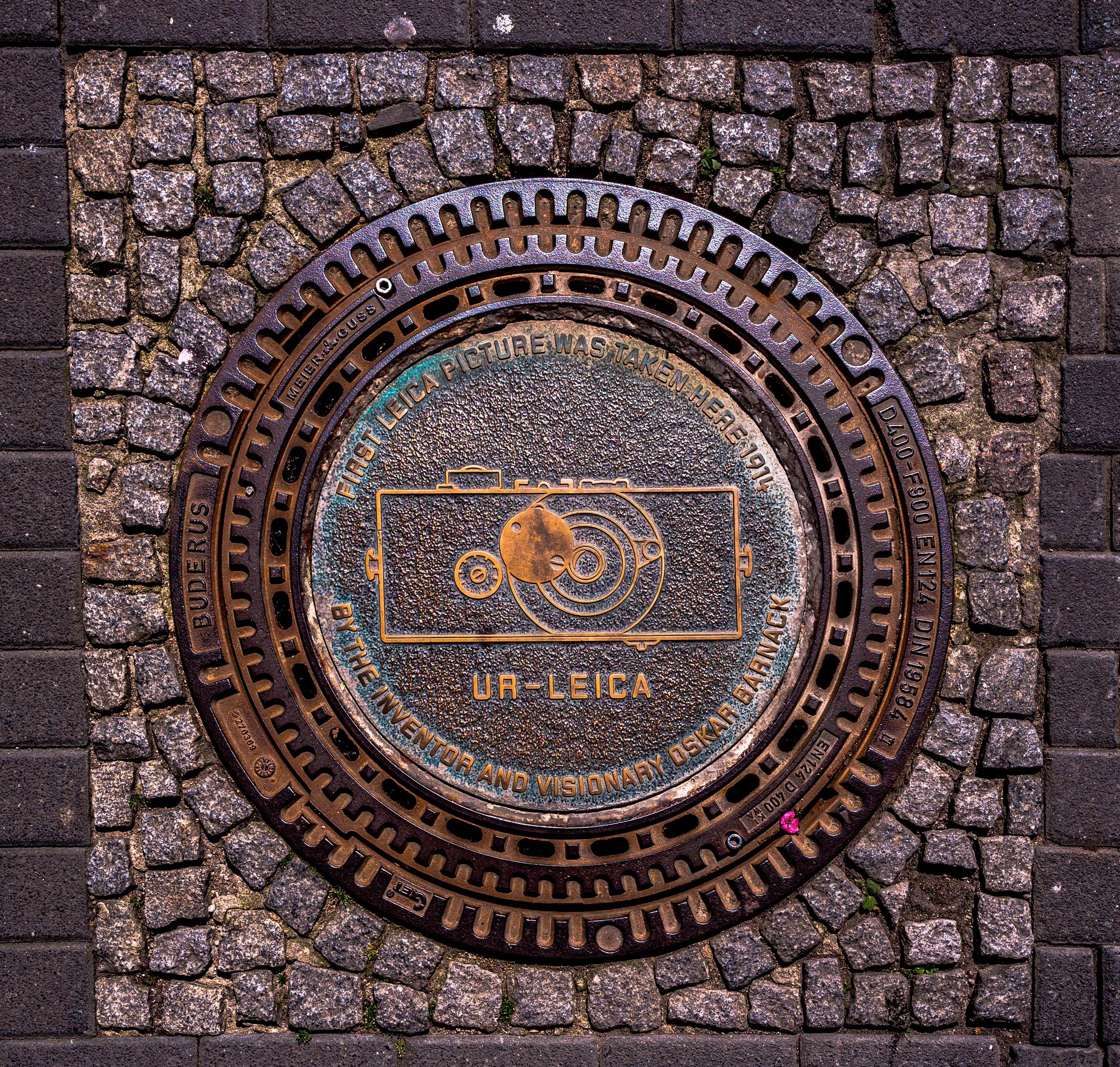
تشير اللوحة التذكارية إلى المكان الذي اختبر فيه أوسكار بارناك لأول مرة كاميرة Ur-Leica في فيتسلار.

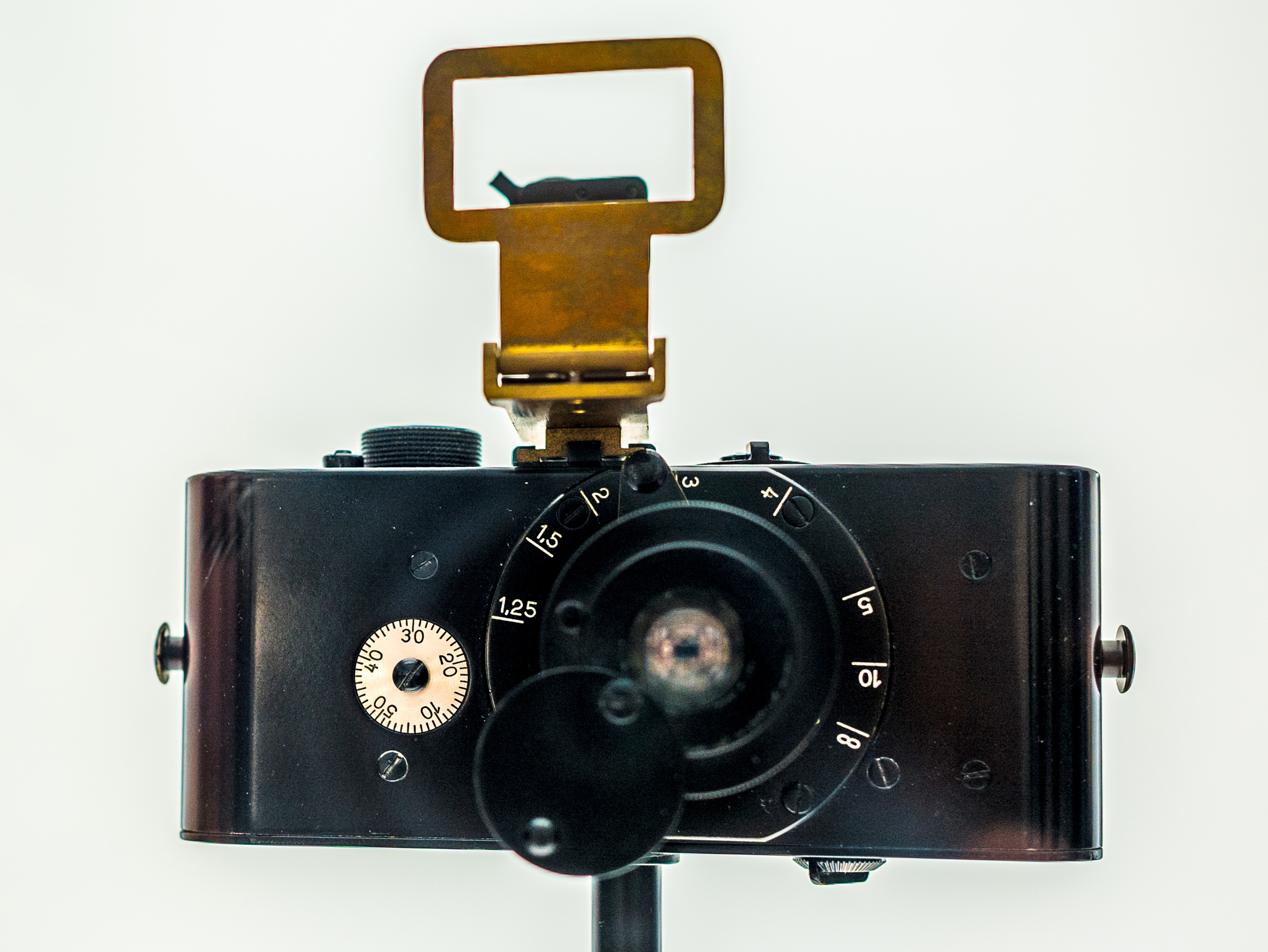
نسخة طبق الأصل من أول كاميرا لايكا ، وهي Ur-Leica ، التي طورها أوسكار بارناك. هذه النسخة معروضة في مقر الشركة في فيتسلار فيألمانيا.

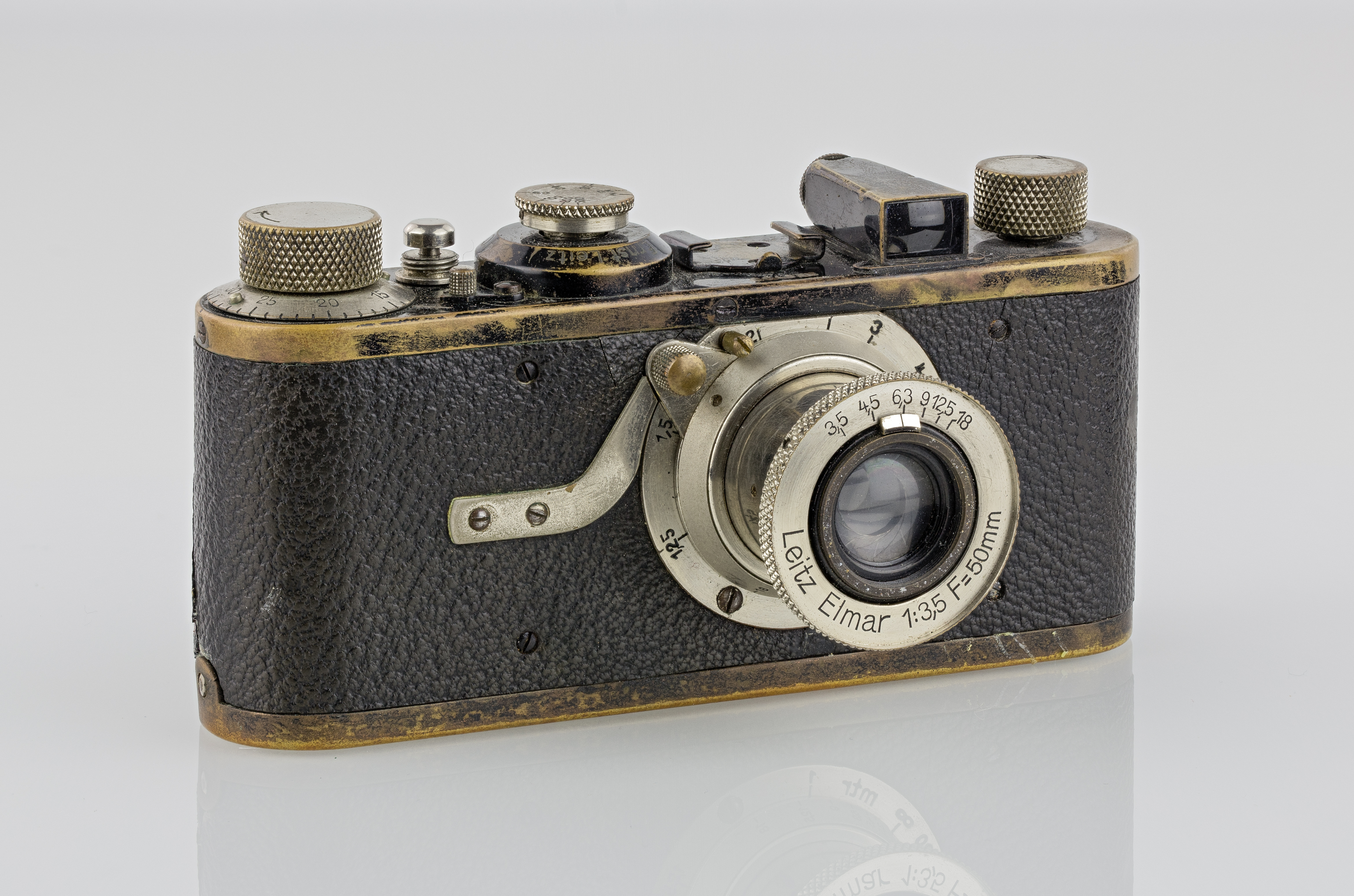
لايكا 1 ، 1927 ، اخترعها أوسكار بارناك

أوسكار بارناك (بالإنجليزية: Oskar Barnack) هو مخترع ومصور ألماني (من مواليد 1 نوفمبر 1879 ، لينو ، براندنبورغ في ألمانيا - وتوفي في 16 يناير 1936 ، باد ناوهايم ، ألمانيا) ، في عام 1913 ، هو مصمم أول كاميرا صغيرة دقيقة متاحة تجاريًا بمقاس 35 مم ، وهي كاميرة Leica I التي تم تقديمها في عام 1924 من قبل شركة Ernst Leitz للبصريات في فيتسلار، ألمانيا ، أطلق عليها فيما بعد Ur -Leica . 
كان بارناك ميكانيكيًا رئيسيًا ومخترعًا انضم إلى شركة Leitz للبصريات في عام 1911. كان بارناك قد أكمل نموذجًا أوليًا لـ لايكا بحلول عام 1913 ، لكن الحرب العالمية الأولى وفوضى ما بعد الحرب في ألمانيا أخرتا الإنتاج. شجع نجاح كاميرة Leica I على استخدام مقاسات الـ 35 ملم وكاميرات صغيرة أخرى. حدد بارناك حجم الصورة القياسي 24 × 36 ملم لفيلم 35 ملم وكان من المسؤوليين عن تصميم عدسات شركة Leitz Elmar.

## المجموعات
- القاعة الدولية لمشاهير التصوير الفوتوغرافي - سانت لويس ، ميزوري [5]

## روابط خارجية
- كاميرا Leica AG
- تاريخ لايكا بواسطة Thorsten Overgaard
- «أوسكار بارناك» في قاعة مشاهير التصوير العالمية
- أفلام أوسكار بارناك على بوابة السينما الأوروبية